# Mónica Lista
Mónica Lista, auch Mónica Lista Thurn (* 25. Oktober 1945 in Montevideo in Uruguay; † 29. August 2016 in Meerbusch), war eine deutsche Malerin und Objektkünstlerin. 

## Leben

### Familie und Werdegang
Mónica Lista war verheiratet mit dem Soziologen Hans Peter Thurn und lebte in Düsseldorf.
Sie war seit ihrer Kindheit mit der Psychiaterin und Psychologin Doris Ryffel-Rawak und später mit dem Philosophen Walter Biemel befreundet.
1966 erhielt sie ihr Diplom als Graphologin.
Nachdem sie sich entschlossen hatte, „Malerei an der besten Akademie in Deutschland zu studieren“, und ihr Düsseldorf genannt worden war, studierte sie von 1971 bis 1976 Freie Grafik und Malerei an der Kunstakademie Düsseldorf bei Rolf Sackenheim, Gerhard Richter und Gerhard Hoehme, dessen Meisterschülerin sie wurde.
Ab 1978 hielt sie Lesungen von Lyrik und Prosa. 1980 erhielt sie einen Lehrauftrag im Orientierungsbereich an der Kunstakademie Düsseldorf.

### Künstlerisches Wirken
In der Zeit von 1968 bis 1972 entstanden Malereien, in denen Mónica Lista mit Chinesischer Tusche (siehe Tinte#Tusche) grafische und figürliche Darstellungen malte, bei denen auch Transparenz eine Rolle spielte. 
Ihre Themen waren ich und Umwelt, Frau und Umwelt, Frau und Mensch, mit dem Hauptthema Unfreiheit, in denen sie Frauen ohne Arme und Beine darstellte, denen die Eingeweide aus den Unterleibern quollen und bei denen der Abortus eine Rolle spielte. Von 1972 bis 1974 gab es zum selben Thema Performances, Videotapes und Fotografien, in denen sie unter anderem Menschen mit Gaze umwickelte, „Verbände“, bei denen das Atmen in immer größerer Bedrängnis sichtbar wurde.
Nachdem ihr die bis dahin genutzten Mittel nicht mehr gereicht hatten, um die Vielschichtigkeit von Freiheitsgefühl und Unfreiheitswahrnehmung darzustellen, beschäftigte sie sich ab 1974 mit Tüchern, die sie mit einer Mischtechnik bearbeitete und denen Asphalt zugesetzt wurde. Sie wollte hierdurch „die Menschen in eine andere Realität versetzen, sie verleiten, ins Unbekannte und Unbewusste zu treten“; sie führte „einen Kampf gegen das ‚Eckige‘, ‚Harte‘, ‚Festgelegte‘, ‚Vorurteilsschwangere und -schnelle‘“. Ihr Anliegen war, „sich und die Umwelt neu zu erleben, Freiheit und Sinnlichkeit zu gewinnen“.
1975 verwendete sie erstmals Holz neben den Tüchern, anfangs nur als Träger, bis es später Teil der Arbeit wurde.
Während einer Klassenfahrt Ende 1975 nach Sizilien, erhielt sie neue Impulse; sie fand dort Pigmente und Steine, Algen, Sand, die sie in Nylontüten füllte und zuerst an Nesseltüchern, dann an der Wand befestigte. In der weiteren Entwicklung verselbständigte sich das Material der Aufbewahrungsbeutel und wurde zum Arbeitsmaterial selbst. 1977/1978 zeigte sie dann Beutel, die für sich stehen und die sie mit Stoff und Federn kombinierte.
1979 entstand das erste Folienbild, das eher Objekt als ein Bild war: Sie lötete zwei Folien aus Polyethylen zusammen, sodass ein großer Beutel entstand und den sie von innen und außen mit Erde und Pigmenten bearbeitete; durch die Schichtungen der Farbe entstand dadurch eine Räumlichkeit, die sich kaum noch bestimmen ließ. Sie führte den Betrachter in eine Schwebewelt, das heißt, sie irritierte dessen Sehgewohnheiten. In ihren weiteren Folien waren diese durch ihre Durchsichtigkeit als Substanz beinah nicht vorhanden, die Immaterialität und Uneindeutigkeit war beabsichtigt; die Folien widersetzten sich somit jedem rationalen Fixierungswillen.
Überlagerungen, die Schattenbildungen der Folie auf der Wand, die nicht immer sofort von der Folie selbst zu trennen waren, die fließenden Grenzen, die Lichtreflexe, ergaben sich vom jeweiligen Betrachterstandpunkt her; der Betrachter wurde aktiv in den Bewegungsprozess mit einbezogen und gewann dadurch ein gewisses Maß an Freiheit.
In den Jahren 1980/1981 wurde die Folie plastisch, weil sie sie nicht mehr nur als Farbträger nutzen wollte, sondern auch ihre Eigengesetzlichkeiten im Raum untersuchen wollte. Später verwendete sie nicht mehr Polyethylen, sondern ein festeres Material, das eine eigene Materialität ins Spiel brachte. Nun setzte sie auch Farben als „Knalleffekt“ ein, um diese als Antagonismus von durchsichtig/opak und leicht/kompakt darzustellen.
Seit 1982 kamen zu den neuen Folien auch Stelen aus Holz dazu, zwischen die eine in den Raum stehende, bemalte Folie gespannt war. Ihr Objekte hing sie immer wieder anders ein, sodass ein und dasselbe Objekt dadurch jedes Mal neu erschien, wodurch die Momenthaftigkeit der ständig wechselnden Erscheinung, die schon durch Lichtreflexe und die verschiedenen Schattenbildungen wirkte, noch mehr herausgestellt wurde. Die Objekte entwickelten sich im Laufe der Zeit immer mehr in den Raum hin, die von einer Ablösung der Objekte von der Wand in den Raum führte.

## Schriften (Auswahl)
- Theodor Buhl: Geschichten aus dem Literaturbüro. Kurze Prosa. Hrsg.: Klaus Ulrich Reinke, Eremiten-Presse, Düsseldorf 1986 (= Das andere Buch, Edition Düsseldorf), ISBN 3-87365-228-5 (mit: Irene Aalenfeld, Rudolf Burow, Liane Dirks, Mónica Lista, Norbert Scheuer).
- Michael Kortländer; Monica Lista; Rainer Plum; Yoshihisa Sankawa; Andreas Techler: Es sieht schon noch etwas anders aus. Breisach: Kröner Verlag, 1981.
- Kniekehlenduft. Im Eigenverlag, 2014.